# Oryx (mrežna stranica)
Oryx ili Oryxspioenkop nizozemska je web stranica za analizu javno dostupnih vojno-obavještajnih informacija (eng: OSINT) i istraživačka grupa vojnih tema. Vode ju Stijn Mitzer i Joost Oliemans. Obojica su u prošlosti radili za nizozemski Bellingcat., a Oliemans je također radio za Janes Information Services, britanski vojnu OSINT tvrtku.

## Povijest
"Oryx" je pokrenut 2013. godine, a u početku se fokusirao na rat u Siriji. Mitzer i Oliemans također su napisali dvije knjige o Korejskoj narodnoj armiji (Sjevernokorejska vojska).
Blog je stekao međunarodnu popularnost i važnost svojim radom tijekom Ruske invazije na Ukrajinu 2022. godine, brojanjem i praćenjem gubitaka sve vojne opreme (osim lake pješačke) na temelju vizualnih dokaza i podataka s društvenih medija to jest, iz otvorenih izvora. Redovito je citiran u većim novinskim agencijama, uključujući Reuters, BBC News, The Guardian, The Economist, Newsweek, CNN, i CBS News.
Forbes je nazvao Oryx "dosad najpouzdanijim izvorom u [ovom] sukobu", nazivajući njegov rad i članke "izvanrednim". Budući da izvještava isključivo vizualno potvrđene gubitke, Oryxovi zbrojevi gubitaka opreme formirali su apsolutnu minimalnu osnovu za procjene gubitaka vojne opreme.
U lipnju 2023., bivši general David Petraeus pohvalio je Oryx: "U ovom dobu medija i obavještajnih podataka s otvorenim kodom, postoji web stranica koja zapravo prati apsolutno potvrđeno, provjereno uništenje, recimo, tenkova i borbenih vozila pješaštva. (.. . ) To potvrđuju fotografije, s metapodacima, kako biste bili sigurni da ne brojite duplo, itd."
Dana 19. lipnja 2023., Oryx je objavio da će blog biti zatvoren 1. listopada 2023. U priopćenju objavljenom na Twitteru, Oryx je objasnio da je blog nastao desetljeće ranije "iz dosade", te da se projekt – koji se vodio "u slobodno vrijeme" i bez ikakve naknade - pretvorio u "projekt koji konzumira sve" koji nije rezultirao nikakvim poslovima i koji me "jednostavno više ne čini sretnim". U naknadnoj izjavi, Oryx je pojasnio da će popis koji pokriva gubitke u ruskoj invaziji na Ukrajinu nastaviti ažurirati do kraja rata od strane dugogodišnjeg suradnika Jakuba Janovskog i OSINT grupe WarSpotting.